# Pähl

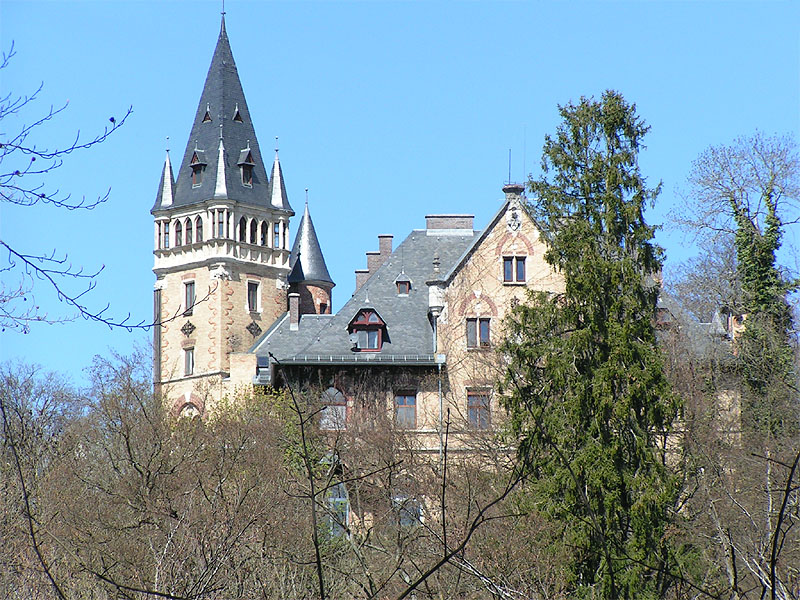
Zamek Pähl

Pähl – miejscowość i gmina w Niemczech, w kraju związkowym Bawaria, w rejencji Górna Bawaria, w regionie Oberland, w powiecie Weilheim-Schongau. Leży około 10 km na północny wschód od Weilheim in Oberbayern, przy drodze B2. Do 31 grudnia 2006 siedziba wspólnoty administracyjnej Pähl-Raisting.

## Demografia
| Rok  | Liczba mieszk. |
| ---- | -------------- |
| 1970 | 1 333          |
| 1987 | 1 676          |
| 2000 | 2 223          |
| 2005 | 2 418          |

### Struktura wiekowa
Dane o ludności z 31 grudnia 2008:
| Opis                                | Ogółem | Ogółem | Kobiety | Kobiety | Mężczyźni | Mężczyźni |
| ----------------------------------- | ------ | ------ | ------- | ------- | --------- | --------- |
| Jednostka                           | osób   | %      | osób    | %       | osób      | %         |
| Populacja                           | 2435   | 100    | 1209    | 49,65   | 1226      | 50,35     |
| Wiek przedprodukcyjny (0–17 lat)    | 471    | 19,34  | 255     | 10,47   | 216       | 8,87      |
| Wiek produkcyjny (18–65 lat)        | 1571   | 64,52  | 753     | 30,92   | 818       | 33,59     |
| Wiek poprodukcyjny (powyżej 65 lat) | 393    | 16,14  | 201     | 8,25    | 192       | 7,89      |

## Polityka
Wójtem gminy jest Klaus Pfeiffer z CSU, wcześniej urząd ten obejmował Rainer Kugler, rada gminy składa się z 14 osób.
|      | CSU | SPD | FWG | PLWFaA | BfPF | Razem |
| 2008 | 2   | -   | 4   | 4      | 4    | 14    |
| 2002 | 4   | 1   | 4   | 5      | -    | 14    |

## Oświata
W gminie znajdują się dwa przedszkola.